# MG 14/28
Der MG 14/28 Super Sports war der erste PKW, der von MG 1924 herausgebracht wurde. 1927 wurde er vom fast baugleichen MG 14/40 ersetzt. Zunächst entstanden die Wagen in kleiner Zahl in der Alfred Lane in Oxford. 1925 wurde die Fertigung die Bainton Road verlegt, eine Produktionsstätte, die man sich mit der Kühlerfertigung von Morris teilte. Die Wagen trugen immer noch ein „Morris Oxford“-Emblem, MG-Embleme tauchten erst 1928 auf. Es entstanden ca. 400 Fahrzeuge.
Cecil Kimber hatte einige Morris-Fahrzeuge mit Karosserien eigener Konstruktion versehen, aber 1924 fing er damit an, die Kühler des Morris 14/28 Bullnose mit “our popular M.G. Saloon” zu beschriften. Die eigentlichen Fahrgestelle holte er sich aus der nahegelegenen Fabrik in Cowley, veränderte sie leicht und tunte den Motor etwas. Dann wurden diese Fahrgestelle mit attraktiven Aluminiumkarosserien versehen und zweifarbig lackiert. Ab Ende 1924 wurden sie mit Vorderradbremsen ausgestattet. Es gab Holz- oder Drahtspeichenräder, die an der Vorderachse an Halbelliptik-Blattfedern und an der Hinterachse an Dreiviertelelliptik-Blattfedern aufgehängt waren. Die Höchstgeschwindigkeit betrug ca. 104 km/h. Eine Weymann-Limousine wurde 1926 eingeführt.
Ende 1926 überarbeitete Morris den Oxford und ersetzte den bekannten „Bullnose“-Kühler durch ein flaches Exemplar, verbreiterte das Fahrgestell und benötigte somit auch überarbeitete Karosserien. H. N. Charles wurde von Kimber für diesen Zweck eingestellt. Gleichzeitig bekam das Fahrgestell von Morris Garages Verbesserungen an Bremsanlage und Aufhängungen spendiert, womit sich MG weiter von seinen Morris-Wurzeln entfernte. Der überarbeitete Wagen war schwerer und so fiel die Höchstgeschwindigkeit auf 96 km/h. Andere Änderungen betrafen die Halbelliptik-Blattfedern an der Hinterachse und den Solex-Vergaser, der den früheren von SU ersetzte. Die Bremsanlagen erhielten mechanische Bremskraftverstärker.